# M型社會

美國前1%富人占社會財富比率變遷

M型社會或極端社會（M-Form Society；M-shaped Society），M型社會（M-Form Society）是一个社会学术语，是指社会财富-人口统计曲线大致呈现以字母“M”的形状出现，即中产阶级逐渐缩小和消失，社会的主体不再是中产阶级，中产阶级很少有人能成为上层阶级，大多数中产阶级会逐渐淪為低收入群体。更糟糕的是，下层阶级向上流通的通道似乎消失，公平竞争的機會越来越少，即使受过较高教育的社會底層人士也无法获得高薪或稳定的工作。可以用有錢的人更有錢、窮的人更窮來形容M型社會。M型社會最早見於威廉·大內的著述《M型社會：美國團隊如何奪回競爭優勢》中。
日本趨勢學家、經濟評論家、管理顧問師、政策顧問師大前研一在《中下階層的衝擊》（ロウアーミドルの衝撃）一書中亦提出M型社會（M-shaped Society）的概念，此書中文翻譯為《M型社會：中產階級消失的危機與商機》，「M型社會」遂成為台灣流行成氾的用語。原來是描述日本社會由原來以中產階級為社會主流，轉變為富裕與貧窮兩個極端（中產階級逐漸消失）。這個概念在21世紀初亦被形容台灣與香港等地的社會現況。

## 影響

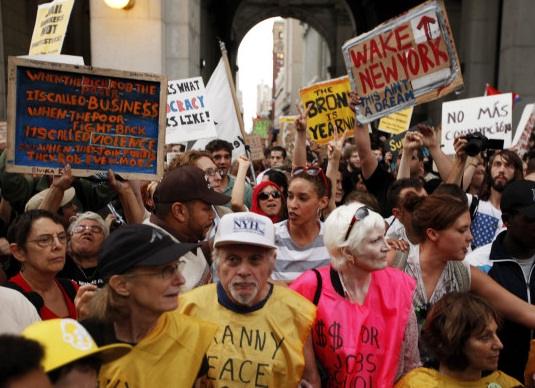
2011年美國佔領華爾街活動抗議貧富差距的人群，抗議華爾街的高獎金和掀起金融海嘯腐蝕社會的公平性。

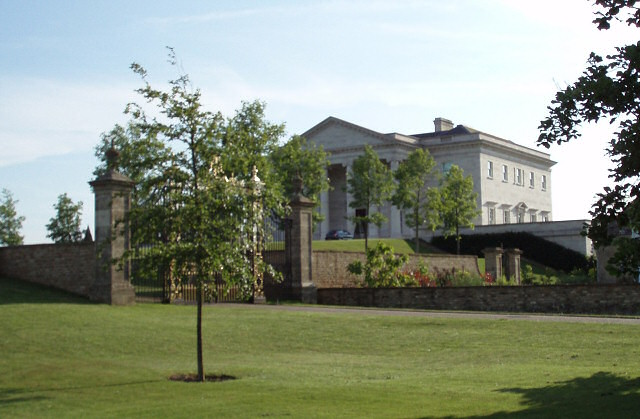
英國富裕階級的豪宅

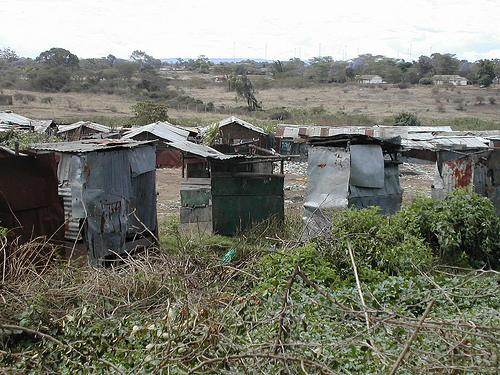
肯亞奈洛比貧民窟

相對於失業人士，政府較難對工作貧窮人士提供合適的支援。而工作貧窮的家庭，因缺乏資源為子女供書教學，較易使貧窮問題延續下一代，造成世襲貧窮。當工作貧窮（低薪）擴及高學歷的年輕人，代表社會製造出一整個失敗的世代；而財力較佳的年輕人面對低薪的方法可能為拒絕工作，許多年輕人也會因為努力沒有回報而拒絕努力及充實自我，高學歷者應付貧窮的方法則為不生育（依照市場理論，當社會將年輕人的價格定到遠低於生產成本時，「年輕人」這個產品的減產－－也就是降低生育率，以及更多年輕人拒絕販售勞動力，是必然結果；依照心理學理論，當社會把年輕人的價格定到如此低時，會有更多年輕人認為自己沒有競爭力，還是不要製造後代讓他們痛苦；而失去自信也容易讓人失去動力，造成普遍的無力化），將會造成低生育率的後果，而低生育率也會打擊內需，造成惡性循環。
如下表為日本調查21世紀前10年間收入階層分布變化表，日本總勞動力4500多萬人中年薪400萬日圓以上的中產人數十年來皆為下降共400多萬人，低薪群的人數卻也增加400多萬等於幾乎全部消失的中產階級都是往下轉移，而同時收入2000萬日圓以上的巨富卻增加2.2萬人。
| 区分             | 1999年 | 2009年 | 增減  |
| ---------------- | ------ | ------ | ----- |
| 〜100万円        | 2,961  | 3,989  | 1,028 |
| 100〜200万円     | 5,076  | 7,010  | 1,934 |
| 200〜300万円     | 6,875  | 7,899  | 1,024 |
| 300〜400万円     | 8,046  | 8,149  | 103   |
| 400〜500万円     | 6,600  | 6,163  | -437  |
| 500〜600万円     | 4,788  | 4,074  | -714  |
| 600〜700万円     | 3,210  | 2,464  | -746  |
| 700〜800万円     | 2,284  | 1,695  | -589  |
| 800〜900万円     | 1,584  | 1,148  | -436  |
| 900〜1,000万円   | 1,070  | 710    | -360  |
| 1,000〜1,500万円 | 1,894  | 1,303  | -591  |
| 1,500〜2,000万円 | 431    | 268    | -163  |
| 2,000万円〜      | 164    | 186    | 22    |
| 合計             | 44,984 | 45,056 | 72    |

## 外部連結
- M型社會來了！（页面存档备份，存于），《商業周刊》，第986期，2006年10月16日出刊。
- M型化的未來（一）上班族的新名字：窮人（页面存档备份，存于），2007年10月14日發表於《數位之牆》
- M型化的未來（二）新富人的可能性：創業（页面存档备份，存于），2007年10月21日發表於《數位之牆》
- M型化的未來（三）創業者難過此關：通路（页面存档备份，存于），2007年10月28日發表於《數位之牆》
- M型化的未來（四）富人窮人大不同：思維（页面存档备份，存于），2007年11月4日發表於《數位之牆》
- M型社會？M型你個大頭！，Mr./Ms. Days (MMDays) – 網路, 資訊, 觀察, 生活